# Fishbowl
Fishbowl também conhecido como Fishbowl City é um filme independente do Reino Unido lançado em 2014.

## Sinopse
Após serem abandonados por seu pai e assistindo o lento declínio de sua mãe no alcoolismo, dois irmãos decidem tomar seu futuro em suas próprias mãos. Micheal batalha por uma carreira legítima, enquanto seu irmão Stephen deseja ficar rico rapidamente. O amigo de Stephen, Lawrence, entra em conflito com um traficante local e acaba envolvendo os dois irmãos.[carece de fontes?]

## Elenco
- Martin McCann ... Michael
- Ryan McParland ... Laurence
- Brenda McNeill ... Bernie
- Michael Liebmann ... Liam
- John Travers ... Steven
- James Doran ... Paddy
- Josie Walker ... Mary
- Gordon Fulton ... Guarda do sítio
- Peter Ballance ... Stuart
- Kerri Quinn ... Tina
- Simon Millar ... marido de Bernie
- Terence Keeley ... Joe
- Shane McCaffrey ... Corporal Higgins
- Kevin Elliot ... Paul
- Diona Doherty ... Recepcionista do hospital
- Craig Stafford ... Ele mesmo
- Gareth Myles ... Soldado
- Gregory Pollard ... Doutor
- Marc McElroy ... Oficial da prisão

## Produção
| “ | "Eu queria contar uma história sobre alguns dos problemas que enfrentam os jovens que crescem em Belfast (...) Não importa se eles vêm do leste ou oeste de Belfast, eles vêm (...) com os mesmos problemas. Coisas como a criminalidade e as drogas tem acontecido muito, então eu decidi trazer um pouco de comédia para ele. É por isso que eu tenho Ryan (McParland) envolvido. Ele é um ator cômico brilhante. (...) O tema geral é que se você é um cara jovem e você faz as coisas erradas, coisas erradas vão acontecer. É fácil cair nesse tipo de mundo." | ” |

McCann negociou a produção de Fishbowl com produtores que ele conhecia pessoalmente e com isso conseguiu fazer o filme com um baixo orçamento. Richard Scobie seria contratado como diretor, mas para manter os custos baixos, McCann, além de atuar, escrever o roteiro e coproduzir, ele dirigiu o filme. Sendo este seu primeiro trabalho na direção. Como a receita para recuperar era pouca, foi feita a distribuição do filme online.
| “ | "Quando um filme custa £ 500.000 ou £ 1 milhão para fazer, não é viável ir direto para a internet, porque você precisa ter de voltar a receita do cinema, do DVD ou do streaming. Em seguida, ele finalmente vai para internet (...) Mas como fizemos isso com a quantidade mínima de dinheiro, podemos e esperamos recuperar a receita indo direto para distribuição online. (...) É tudo muito novo para nós, mas estamos recebendo um bom retorno até agora. Nós tivemos algumas pessoas comentando na nossa página no Facebook, perguntando quando ele irá para TV. Mas não há segundo episódio, foi um único drama. (...) Não é The Departed ou There Will Be Blood, mas para a quantidade de dinheiro que foi usada [na produção], nós achamos que é bom e as pessoas ao vê-lo vão achar verdadeiramente impressionante." | ” |

Inicialmente Fishbowl seria um curta-metragem, mas como o roteiro ficou maior durante a produção, foi feito um financiamento maior e lançado como um longa-metragem. As filmagens ocorreram em duas semanas, entre 2012 e 2013. O trailer foi lançado na conta oficial do filme no Facebook em janeiro de 2015.